# Acordo de nível de serviço
Um Acordo de Nível de Serviço (ANS), Contrato de Nível de Serviço ou Garantia do Nível de Serviço (i.e. SLA, do inglês Service Level Agreement) é um compromisso assumido por um prestador de serviços. Este compromisso descreve o serviço, os níveis de qualidade que devem ser garantidos, as responsabilidades das partes e eventuais compensações quando os níveis de qualidade não são cumpridos.
Na atual versão da biblioteca ITIL (versão 3), o ANS insere-se no contexto dos processos de projeto de serviço (service design), especificamente no processo SLM (Service Level Management, ou gerenciamento de nível de serviços).

## ANS/SLA e indicadores
Como o ANS/SLA envolve a definição de níveis mínimos de serviço que são esperados pelo cliente de TI, é comum o uso de indicadores que permitam a mensuração quantitativa da qualidade do serviço recebido. Alguns indicadores comumente utilizados são a Disponibilidade (Service Availability), o Tempo de Resposta, o MTBF (período médio entre falhas), dentre outros.

## ANS na Administração Pública
No âmbito da administração pública, a gestão de níveis de serviços implica a avaliação de serviços terceirizados para que possam ser medidos e sistematicamente melhorados de forma a garantir uma administração pública de excelência.
A partir da Instrução Normativa n. 02/2008 do Ministério do Planejamento, Orçamento e Gestão, os órgãos e entidades federais integrantes do Sistema de Serviços Gerais passaram a possuir legislação específica que estimula a utilização do ANS em contratações de serviços continuados.
O tradicional contrato é complementado pelo ANS, o qual contém cláusulas estritamente focadas na qualidade do serviço, na efetiva avaliação do serviço e nas consequências caso o acordo seja descumprido. Na administração pública, o ANS contém apenas cláusulas relevantes à gestão de níveis de serviços.
Na execução do contrato é realizada a monitoração dos indicadores de desempenho estipulados no ANS, cujos dados servirão de insumo para a produção dos relatórios de níveis de serviço nos moldes e frequência constantes nos termos contratados. O desempenho do terceiro é confrontado com as metas de níveis de serviço, que desencadeia adequações aos pagamentos proporcionais à qualidade da prestação do serviço.
Na administração pública brasileira a penalidade oriunda do ANS é referida como adequação do pagamento, para que os ajustes aos pagamentos estipulados no ANS não sejam confundidos com a multa contratual que é uma das sanções administrativas previstas na legislação. Apesar de ser perfeitamente possível combinar essas duas situações em um mesmo contrato, o texto deve ser claro sobre quando incidirá a tradicional multa que demanda processo administrativo ou quando ocorrerá a direta adequação do pagamento com base no desempenho atestado pelos meios previstos no ANS.